# Nigel Godrich
Nigel Godrich (Londres, 28 de fevereiro de 1971) é um  produtor, engenheiro musical e músico inglês. Ele é mais conhecido por seu trabalho como produtor dos álbuns da banda Radiohead – tendo produzido todos os álbuns desde o OK Computer, de 1997 – e é citado às vezes como o "sexto membro" do grupo. Além do Radiohead, é membro do supergrupo Atoms for Peace e é líder da banda Ultraísta.
Godrich também trabalhou com nomes relevantes da música, como Paul McCartney, Red Hot Chili Peppers, Travis, Beck, Ride, Ultrasound, Jason Falkner, Charlotte Gainsbourg, Pavement, Brazzaville, Air, Natalie Imbruglia, The Divine Comedy, The Sundays, U2, Metric e R.E.M..
Suas técnicas de produção incluem frequentemente o uso de densas camadas de som.